# Apol·linar de Ravenna
Apol·linar de Ravenna (Antioquia, actual Turquia, s. I - Ravenna, Itàlia, s. I) fou el primer bisbe de Ravenna. És venerat com a sant per diverses confessions cristianes.

## Biografia
Apol·linar era d'Antioquia a la província romana de Síria i va ésser deixeble de sant Pere apòstol, que hi havia anat cap a l'any 44. Pere el va ordenar i el va enviar a Ravenna, on arribà i guarí l'esposa del tribú, que es va convertir amb la seva família al cristianisme. El jutge se n'assabentà i va cridar el sant, comminant-lo a fer sacrificis als déus. En negar-s'hi, fou colpejat fou desat per mort a un camí. Una vídua cristiana el recollí i en tingué cura fins que va sanar. Un cop va tornar a predicar, fou novament detingut i decapitat.
El moment del seu martiri se situa entre el regnat de Vespasià, al segle i, o el de Valent, al segle ii, un 23 de juliol, tot i que la festivitat és el 20 de juliol.
La primera menció que se'n fa és la del martirologi de sant Jeroni, del començament del segle v, on s'anota: «X kl aug. Ravennæ Apollinaris» i qualifica el sant com a "confessor" i "sacerdot", amb festa el 23 de juliol. Sant Pere Crisòleg va pronunciar un sermó, el 128, on ofereix algunes dades del sant, dient que era bisbe i màrtir.
La Passio sancti Apollinaris, del segle vii, potser obra de l'arquebisbe Maur (642-671), és una font poc fiable, ja que és tardana i té com a objectiu afavorir l'església de Ravenna enfront de la de Milà, d'on depenia. La Llegenda àuria, ja al segle xiv, reelabora aquests materials.

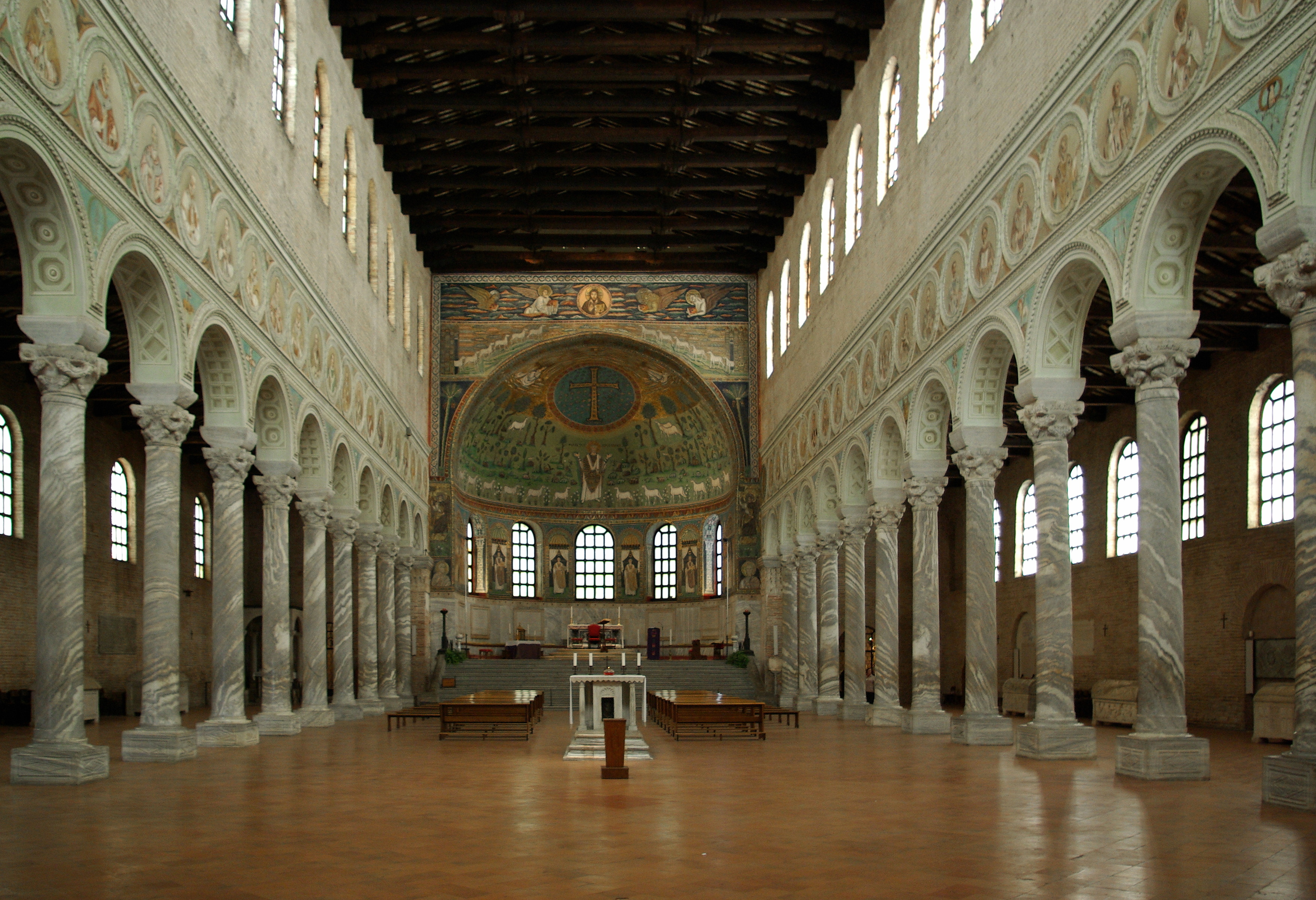
Sant'Apollinare in Classe
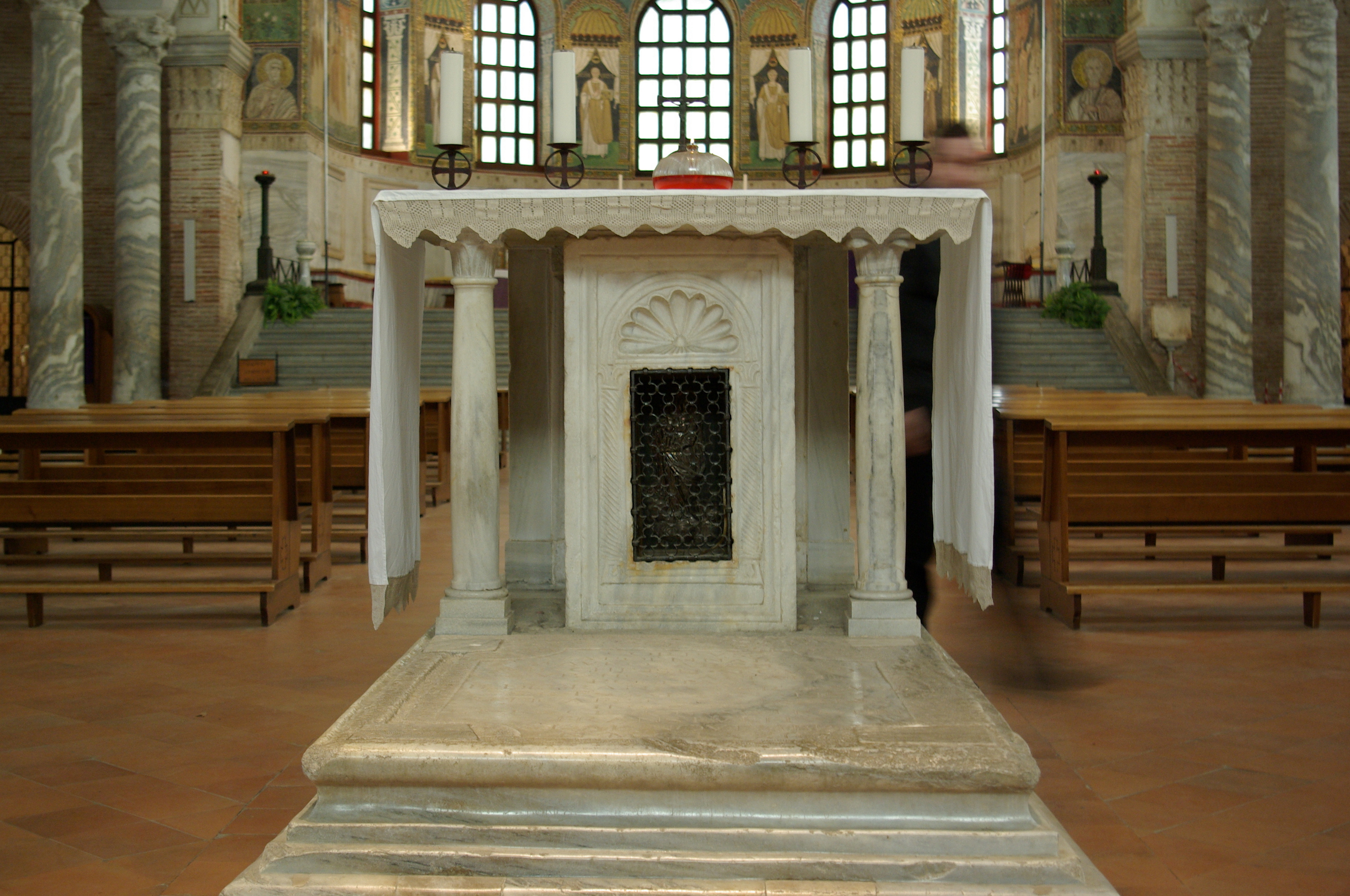
Altar de Sant'Apollinare in Classe, amb les relíquies del sant
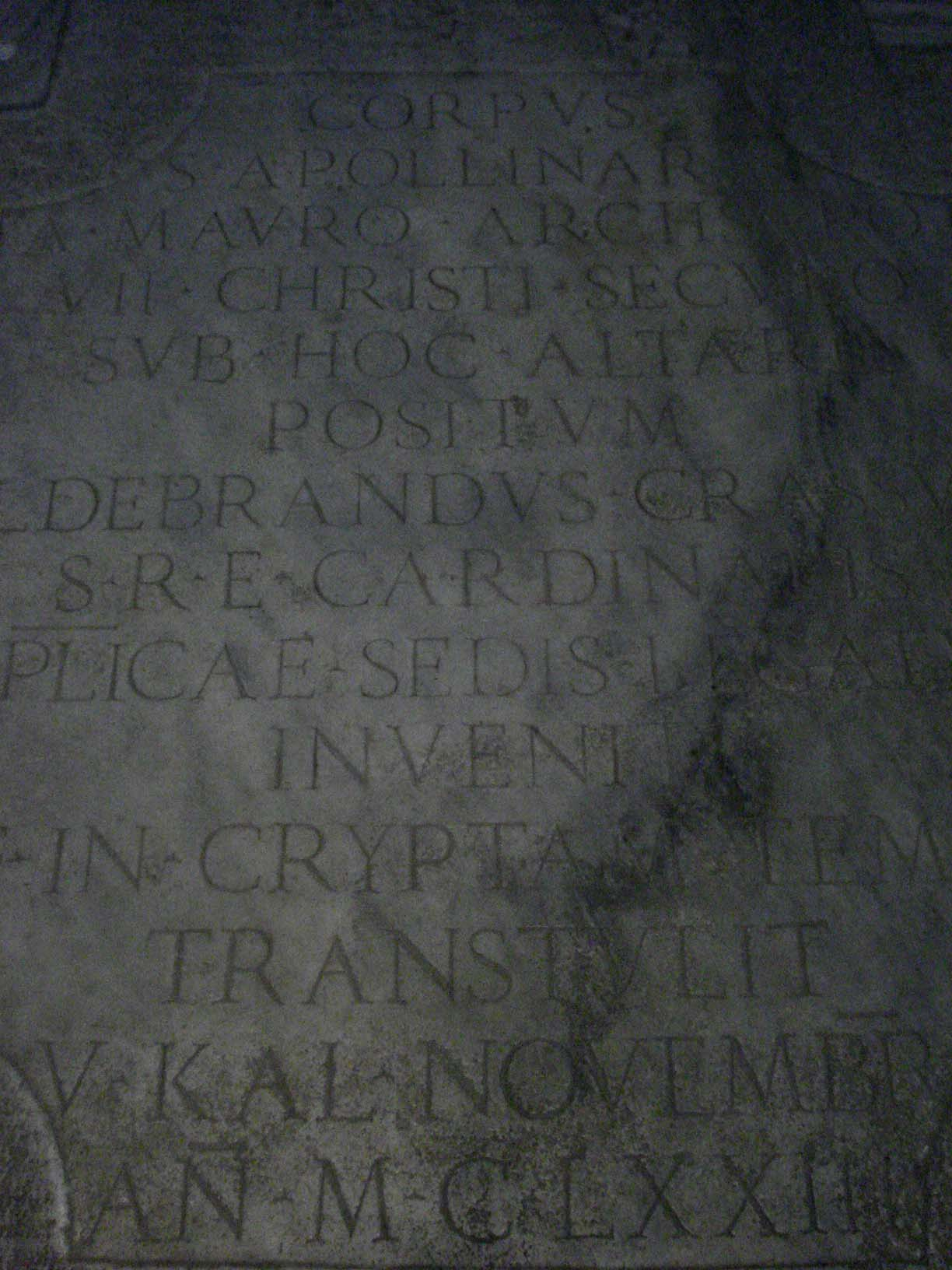
Lloc on es trobaren les relíquies del sant, a Sant'Apollinare in Classe
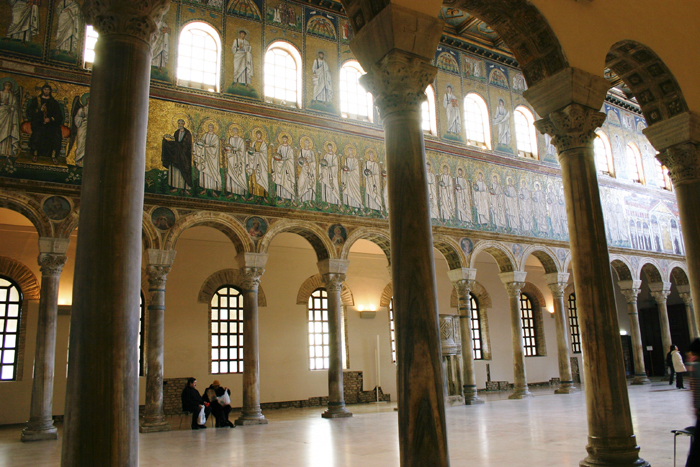
Nau de Sant'Apollinare Nuovo (Ravenna)

## Veneració
Al lloc del martiri, al port de Ravenna (Classe) s'erigí al segle vi l'església de Sant'Apollinare in Classe. Cap al segle ix es traslladaren les relíquies a l'interior de les muralles, a la nova església de Sant'Apollinare Nuovo; en 1748 es tornaren a portar a l'antiga basílica del port.
Va ésser molt popular, ja que era considerat com un sant "nacional" de l'Imperi Romà d'Orient a Occident.